# Die Dreizehn aus Stahl
Die Dreizehn aus Stahl ist ein 1920 entstandener deutscher Kriminal- und Detektivstummfilm von Johannes Guter mit Carl de Vogt als Detektiv und Georg H. Schnell als sein Widersacher.

## Handlung
Robert Chester führt das Leben eines Meisterverbrechers. Erst hat er die persönlichen Dokumente eines unlängst verstorbenen Lords an sich gebracht und ist nicht nur in dessen Rolle geschlüpft, sondern auch noch zugleich in die von dessen Privatsekretär. Die Tochter des Toten heißt Mary Reading, und die wird eines Tages vom falschen Sekretär, also ebenfalls Chester, abgeholt, angeblich, um sie auf das Schloss des toten Vaters, den Mary gleichfalls noch nie gesehen hat, zu bringen. Chester plant nicht weniger, als sich in der Rolle des Sekretärs mit Mary zu verloben und tarnt dies als Willen ihres ihr unbekannten Vaters. Auf diesem Wege will der Schurke an das gesamte Vermögen des adeligen Vater-Tochter-Gespanns kommen. 
Chester hat noch eine andere Aktion gestartet, die nun den smarten Detektiv Frank Steen auf den Plan bringt. Der Verbrecher lässt die von ihm angeführte Diebesbande aus dem Safe der Hafenfiliale der Lohmannbank insgesamt 19 Goldbarren rauben. Der eingeschaltete Frank Steen geht der Spur nach, die ihn zunächst zu einem Dampfer führt. Dort spürt er ein Zigarrenetui auf, das rückseitig mit der Ziffer-Buchstaben-Kombination „13 St“ beschriftet wurde. Noch kann er mit dieser Information wenig anfangen.
Derweil nimmt Marys Aufenthalt auf dem Schloss immer merkwürdigere Züge an. Ihr Vater taucht nicht auf, es heißt: er sei stets auf Reisen und alles habe über den ominösen Sekretär Chester abzulaufen. Ihr Schriftverkehr mit dem absenten Lord lief bislang postlagernd stets via der Chiffre „13 St“ ab. Dies bringt Detektiv Frank auf den Plan, jetzt endlich kann er die Ziffern und Buchstaben der Zigarrentasche zuordnen. Rechtsanwalt Beverley macht sich Sorgen um die verschwundene Mary, die er sehr lieb hat und bittet Steen, ihm bei der Suche nach ihr zu helfen.
Spürnase Steen findet heraus, dass der Schlüssel zu Marys Verschwinden in Robert Chester liegt. Er entdeckt auch, dass Chester offensichtlich mehr als nur eine Persönlichkeit spielt. Der Lord, Marys Vater, wurde vor zehn Jahren von Chesters Schurkenbande, den „13 aus Stahl“, in Kalifornien bei Goldschürfarbeiten erschlagen, seine Papiere von Chester an sich genommen. Die Bande hatte damals angefangen, sämtlichen Besitz des Toten an sich zu nehmen. Aus Sekretär Chester wurde mit den Dokumenten Marys wiederauferstandener Vater und von sich selbst als Nachlassverwalter eingesetzt. Mary ist soeben 18 Jahre und damit volljährig geworden, sodass sie gemäß dem Testament das Erbe antreten und Chester heiraten kann. Unmittelbar vor der Verlobung stürmt Detektiv Frank hinzu, kann das Schlimmste verhindern und die Verbrecherbande dingfest machen. Auch die 19 Goldbarren finden sich wieder an.

## Produktionsnotizen
Die Dreizehn aus Stahl entstand in der zweiten Jahreshälfte 1920 und wurde am 11. Januar 1921 der Zensur vorgelegt. Die Uraufführung erfolgte drei Tage darauf in Berlins Decla-Lichtspielen Unter den Linden. Der mit Jugendverbot belegte Film besaß sechs Akte, verteilt auf eine Länge von 2158 Metern.
Franz Seemann entwarf die Filmbauten.

## Kritik
Paimann’s Filmlisten resümierte: „Das Sujet ist spannend gehalten, wie auch die Regie gut arbeitete. Die Darstellung war eine durchaus einwandfreie, die Photographie etwas hart. (Ausgezeichnet.)“